# Germán Moreno
Germán Molina Moreno (Santa Cruz, 4 ottobre 1933 – Quezon City, 8 gennaio 2016) è stato un attore, comico, personaggio televisivo, conduttore radiofonico e conduttore televisivo filippino.
Chiamato "Master Showman" o più affettuosamente "Kuya Germs", lasciò la sua firma, sia come presentatore che come autore, su molti dei più memorabili programmi televisivi filippini a partire dagli anni settanta, divenendo una presenza fissa e familiare del piccolo schermo e uno dei personaggi televisivi più amati dell'arcipelago. Fu inoltre tra i più noti talent manager dell'industria televisiva e cinematografica filippina.

## Biografia
Germán Moreno nacque nel quartiere di Santa Cruz, Manila, da Jose Moreno y Calvo (chiamato Pepe) ed Aurora Molina. Il padre aveva origini spagnole, mentre la madre era filippina. Oltre a Germán, dal loro matrimonio nacque anche la sorella Pilar Moreno Nite. Suo padre morì a seguito di un incidente con un soldato statunitense. Inizialmente Germán lavorò per una compagnia di taxi della zia e al contempo vendette anche bibingka, noccioline e sigarette. Più tardi divenne aiutante di un autista di jeepney.

## Televisione
- That's Entertainment (GMA Network, 1986–1996)
- Saturday Entertainment (GMA Network, 1986–1995)
- Super Games (GMA Network, 1992–1996)
- Lira (GMA Network, 1992–1996)
- Walang Tulugan with the Master Showman (GMA Network, 1997–2016)
- Best Friends (GMA Network, 1999)
- Idol Ko Si Kap (GMA Network, 2000–2005)
- Love To Love (GMA Network, 2003–2006)
- Ginintuang Telon (Q, 2005–2006)
- Magic Kamison (GMA Network, 2006)
- Sine Novela Presents: Kaputol Ng Isang Awit  (GMA Network, 2008)
- Adik Sa'Yo (GMA Network, 2009)
- Pinoy Records Presents Pinoy Extreme Talent (GMA Network, 2009)
- Pinoy Cine Klasika (Q, 2010–2011)
- Diva (GMA Network, 2010)
- Beauty Queen (GMA Network, 2010)
- Spooky Nights Presents: Snow White Lady and the Seven Ghosts (GMA Network, 2011)
- Paroa: Ang Kuwento ni Mariposa (GMA Network, 2012–2013)
- 50 Years with the Master Showman (GMA Network, 2013)
- Pepito Manaloto: Ang Tunay na Kuwento (GMA Network, 2013)
- Pyra: Ang Babaeng Apoy (GMA Network, 2013)
- Niño (GMA Network, 2014)
- Yagit (GMA Network, 2015)
- Sunday PinaSaya (GMA Network, 2015)